# Criosfera

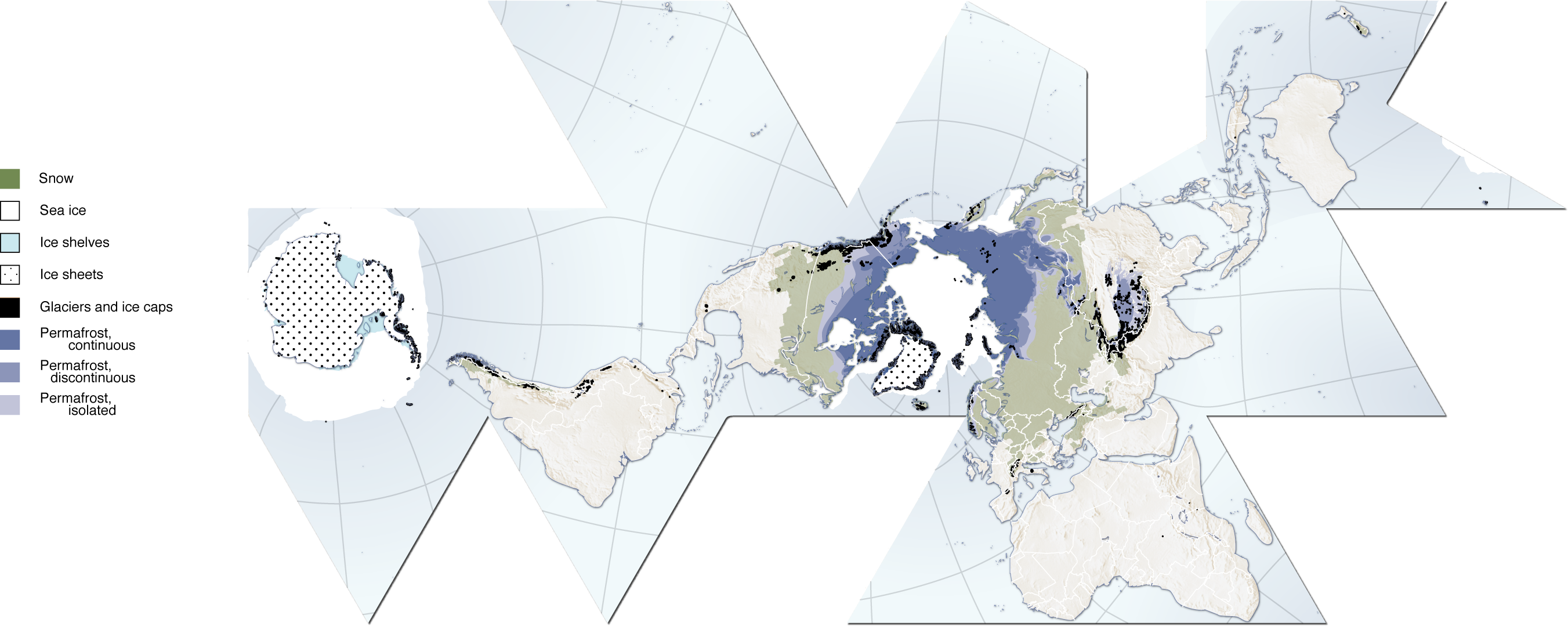
Mapa de la Terra amb les zones de la Criosfera

La criosfera és el terme que descriu el conjunt de les parts de la superfície de la Terra on l'aigua es troba en estat sòlid. La criosfera inclou el gel del mar, el gel dels llacs, el gel dels rius, la superfície coberta de neu precipitada, les glaceres, els casquets polars i les capes de gel i terreny congelat (que inclou permagel). Per tant, hi ha una àmplia superposició amb la hidrosfera.
Criosfera és derivada de les paraules gregues cryo que significa "fred" o "refredar" i esfera, com la resta de capes que formen la terra i l'atmosfera.

## Part del sistema tèrmic del planeta
La criosfera és una part integral del sistema climàtic global, amb importants vincles i reaccions generades a través de la seva influència en els fluxos d'energia de superfície i la humitat, els núvols, la precipitació, la hidrologia, la circulació atmosfèrica i oceànica. A través d'aquests processos de retroalimentació, la criosfera té un paper significatiu en el clima global i en la resposta al model climàtic del canvi global.

## Estructura
L'aigua congelada es troba a la superfície de la Terra principalment com a capa de neu, gel d'aigua dolça a llacs i rius, el gel marí, les glaceres, les capes de gel sobre terreny congelat i el permafrost (sòl permanentment congelat). El temps de residència de l'aigua en cada un d'aquests sub-sistemes de la criosfera és molt variable. La capa de neu i gel d'aigua dolça és essencialment estacional, i la major part del gel marí, a excepció de gel a l'Àrtic central, dura només uns pocs anys si no és estacional. Una partícula d'aigua concreta de les glaceres, les capes de gel, o el permagel, però, pot romandre congelada per 10-100,000 anys o més, i capes profundes de gel en algunes parts de l'est de l'Antàrtida poden tenir una edat d'aproximadament uns 1.000.000 anys.
La major part del volum de gel del món es troba a l'Antàrtida, principalment a l'East Antarctic Ice Sheet. Pel que fa a l'extensió de l'àrea, però, a l'hemisferi nord la neu hivernal i l'extensió de gel constitueixen la àrea més gran, que ascendeix a una mitjana del 23% de la superfície continental al gener. La gran extensió de l'àrea i les importants funcions climàtiques de neu i gel, relacionades amb les seves propietats físiques, indiquen que la capacitat d'observar el tipus i l'extensió del gel i neu, el gruix i propietats físiques (radiació tèrmica i altres propietats) és de particular importància per a la investigació del clima.

### Les Èpoques Glacials
A les èpoques glacials, la criosfera augmenta considerablement la seva mida arribant a cobrir una part considerable de les terres del nord d'Euràsia i Amèrica, baixant el nivell del mar més de cent metres i creant grans plataformes de gel que connectaven tot el nord del planeta. També gràcies a això (i a la deriva continental), els primers homínids, que van sorgir a l'Àfrica, van poder arribar-hi a totes parts del món, que després se separarien amb la tornada a la normalitat de mars i oceans.

## Propietats que se n'estudien
Hi ha diverses propietats físiques fonamentals de la neu i el gel que modulen els intercanvis d'energia entre la superfície i l'atmosfera. Les propietats més importants són la reflectància de la superfície (albedo), la capacitat de transferència de calor (difusió tèrmica), i la capacitat de canviar d'estat (calor latent). Aquestes propietats físiques, juntament amb la rugositat superficial, emissivitat, i dielèctric característiques, tenen importants implicacions per a l'observació de la neu i el gel des de l'espai. Per exemple, la rugositat de la superfície és sovint el factor dominant per determinar la força de la retrodispersió (backscatter) del radar. Les propietats físiques com a estructura cristal·lina, la densitat, la longitud i el contingut d'aigua líquida són factors importants que afecten les transferències de calor i aigua i la dispersió d'energia de microones.
La reflectància de la superfície de la radiació solar entrant és important per al balanç energètic (SEB). És la raó que reflecteixen la radiació solar incident, comunament coneguda com a albedo. Els climatòlegs estan principalment interessats en l'albedo integrada sobre la porció d'ona curta de l'espectre electromagnètic (~ 0,3-3,5 nm), que coincideix amb l'entrada principal de l'energia solar. En general, els valors d'albedo de les superfícies no cobertes de neu de fusió són elevats (~ 80-90%), excepte en el cas dels boscos. L'albedo més alt per a la neu i el gel causen canvis ràpids en la reflectivitat de la superfície a la tardor i primavera a latituds altes, però el significat global del clima d'aquest augment és espacial i temporalment modulada per la nuvolositat. (Albedo planetari està determinat principalment per la cobertura de núvols, i per la petita quantitat de radiació solar total rebuda en les latituds altes durant els mesos d'hivern.) Estiu i tardor són temps de nuvolositat alta a la mitjana sobre l'oceà Àrtic per la qual cosa l'albedo associat als grans canvis estacionals en l'extensió del gel marí es redueix considerablement. Groisman et al. (1994) va observar que la capa de neu va exhibir major influència en el balanç radiatiu terrestre a la primavera (abril-maig) època en què la radiació solar entrant va ser major en les zones cobertes de neu.
Les propietats tèrmiques dels elements de la criosfera també tenen importants conseqüències climàtiques. La neu i el gel tenen molt menor difusivitat tèrmica que l'aire. La difusivitat tèrmica és una mesura de la velocitat a la qual les ones poden penetrar la temperatura d'una substància. La neu i el gel són molts ordres de magnitud menys eficients en la difusió de calor que l'aire. La capa de neu aïlla la superfície del sòl i el gel marí de l'oceà aïlla subjacent, la dissociació de la interfície de superfície i l'atmosfera que fa a ambdós fluxos de calor i humitat. El flux d'humitat d'una superfície d'aigua s'elimina fins i tot per una prima capa de gel, mentre que el flux de calor a través de gel fi segueix sent considerable fins a arribar a un gruix de més de 30 a 40 cm. No obstant això, fins i tot una petita quantitat de neu a la part superior del gel reduirà dramàticament el flux de calor i disminuir la taxa de creixement del gel. L'efecte aïllant de la neu té també importants implicacions per al cicle hidrològic. A les regions no permafrost, l'efecte aïllant de la neu és tal que només sòl prop de la superfície es congela i el drenatge d'aigües profundes és ininterromput.
Si bé la neu i el gel actuen per aïllar la superfície de les pèrdues d'energia a l'hivern grans, també actuen per retardar l'escalfament a la primavera i l'estiu a causa de la gran quantitat d'energia requerida per fondre el gel (la calor latent de fusió, 3,34 x 105 J / kg als 0 °C). No obstant això, la gran estabilitat estàtica de l'atmosfera sobre àrees extenses de neu o el gel tendeix a limitar l'efecte immediat de refrigeració a una capa relativament poc profundes, de manera que les anomalies associades atmosfèriques solen ser de curta durada i local al regional a escala. A algunes zones del món, com Euràsia, però, el refredament associat amb una capa de neu pesada i els sòls humits de primavera se sap que té un paper en la modulació de la circulació del monsó d'estiu. Gutzler i Preston (1997) acaba de presentar evidència d'una semblant la neu de l'estiu comentaris circulació sobre el sud-oest dels Estats Units. Gutzler and Preston (1997) recently presented evidence for a similar snow-summer circulation feedback over the southwestern United States.
El paper de la capa de neu en la modulació dels monsons és només un exemple d'una retroalimentació criosfera i el clima a curt termini amb la superfície terrestre i l'atmosfera. Hi ha nombroses retroalimentacions climàtic criosfera en el sistema climàtic global. Aquests funcionen en una àmplia gamma d'escales espacials i temporals de refredament local estacional de la temperatura de l'aire a les variacions d'escala hemisfèrica en les capes de gel sobre escales temporals de milers d'anys. Els mecanismes de retroalimentació és sovint complex i entès de manera incompleta. Per exemple, Curry et al. (1995) va mostrar que l'anomenat "simple" retroalimentació gel-albedo dim involucrades complexes interaccions amb fracció de plom, masses d'aigua, el gruix del gel, la coberta de neu, i l'extensió del gel marí.

### Neu
La capa de neu té la segona extensió més gran d'àrea de tots els components de la criosfera, amb una extensió màxima d'àrees mitjana de km² aproximadament 47 milions d'euros. La major part d'àrees cobertes de neu de la Terra (SCA) es troba a l'hemisferi nord, i la variabilitat temporal és dominat pel cicle estacional, l'hemisferi nord la capa de neu oscil mesura de km² 46.500.000 el gener de km² 3.800.000 a l'agost. Amèrica del Nord hivern SCA ha mostrat una tendència a l'alça durant gran part d'aquest segle (Brown i Goodison 1996; Hughes et al. 1996) en gran part en resposta a un augment de les precipitacions. No obstant això, les dades de satèl·lit disponibles mostren que l'hivern de l'hemisferi coberta de neu ha exposat variabilitat interanual poc durant el període 1972-1996, amb un coeficient de variació (CV = SD / mitjana) per al gener de la coberta de neu de l'hemisferi nord de <0,04. Segons Groisman et al. (1994) Hemisferi Nord la capa de neu de primavera ha d'exhibir una tendència a la baixa per explicar un augment observat al nord de la temperatura de l'aire Hemisferi primavera d'aquest segle. Les estimacions preliminars de SCA l'històric i reconstruït en dades in situ la coberta de neu-suggereixen que aquest és el cas d'Euràsia, però no per a Amèrica del Nord, on ha estat coberta de neu primavera en els nivells actuals en la major part d'aquest segle. A causa de l'estreta relació observada entre la temperatura de l'aire i l'abast hemisfèric capa de neu durant el període de dades de satèl·lits (IPCC 1996), hi ha un considerable interès en la vigilància de l'hemisferi nord mesura la capa de neu per a la detecció i el seguiment del canvi climàtic.
La capa de neu és un component d'emmagatzematge extremadament important en el balanç d'aigua, acumulació de neu estacional, especialment a les zones muntanyoses del món. Tot i que d'abast limitat, acumulació de neu estacional a les muntanyes de la Terra oscil representen la font principal de la segona volta pel cabal dels rius i la recàrrega d'aigües subterrànies en àmplies zones de les latituds mitjanes. Per exemple, més del 85% de l'escorrentia anual de la conca del Riu Colorado s'origina com el desglaç. desglaços de les muntanyes de la Terra omple els rius i recarregar els aqüífers que més de mil milions de persones depenen per als seus recursos hídrics. A més, més del 40% de les àrees protegides del món es troben a les muntanyes, el que demostra el seu valor tant com ecosistemes únics que requereixen protecció i com a àrees de recreació per als éssers humans. L'escalfament climàtic s'espera que donin lloc a canvis importants a la compartimentació de la neu i les precipitacions, i amb el moment de la fusió de neu, el que tindrà implicacions importants per a l'ús de l'aigua i la gestió. Aquests canvis també impliquen decadal potencialment important i més retroalimentació d'escala de temps en el sistema climàtic a través dels canvis temporals i espacials en la humitat del sòl i l'escorrentia cap als oceans. (Walsh, 1995). Fluxos d'aigua dolça de la capa de neu en el medi marí poden ser importants, ja que el flux total és probablement de la mateixa magnitud que les àrees d'escletxes de pressió i gel enrunat sobre la banquisa de gel marí. A més, hi ha un pols associats de precipitat contaminants que s'acumulen durant l'hivern àrtic a les nevades i s'alliberen a l'oceà sobre l'ablació de la coberta del gel marí.

### El gel marí
El gel marí cobreix gran part dels oceans polars i forma per la congelació d'aigua de mar. Les dades de satèl·lit des de principis de 1970 revelen una considerable variabilitat estacional, regional i interanual en el marc gel cobreix dels dos hemisferis. Estacionalment, extensió del gel marí a l'Hemisferi Sud varia per un factor de cinc, a partir d'un mínim de 3-4 million km² al febrer a un màxim de 17-20 million km² al setembre. La variació estacional és molt menys en l'hemisferi nord, quan la naturalesa limitada i altes latituds del resultat de l'Oceà Àrtic en una coberta de gel perenne molt més gran, i les terres circumdants, limita l'extensió cap a l'equador de gel durant l'hivern. Per tant, la variabilitat estacional de l'extensió de gel de l'hemisferi nord varia només un factor de dos, des d'un mínim de 7-9 million km² al setembre a un màxim de 14-16 million km² març.
El gel cobreix els productes exhibits variabilitat interanual molt més gran a escala regional, cosa que el fa hemisfèrica. Per exemple, a la regió dels mars d'Okhotsk i del Japó, l'extensió màxima de gel es va reduir de km² 1,3 milions en 1983 km² 0.850.000 el 1984, una disminució del 35%, abans de recuperar l'any següent a 1,2 milions de km². Les fluctuacions regionals en els dos hemisferis són tals que per a qualsevol període de diversos anys dels registres per satèl·lit mostren algunes regions disminueix la cobertura de gel, mentre que altres exhibeixen cada vegada més gran de gel coberta. La tendència general va ser de
 en el registre de passius de microones des de 1978 fins a mitjans del 1995 mostra que l'extensió del gel marí de l'Àrtida està disminuint un 2,7% per dècada. El treball posterior amb les dades de satèl·lits de microones passiu-indica que des de finals d'octubre de 1978 fins a finals de 1996 l'extensió del gel marí de l'Àrtida disminuir un 2,9% per dècada mentre que l'extensió del gel marí de l'Antàrtida va augmentar en un 1,3% per dècada.

### Llac del gel i gel del riu
El gel es forma en els rius i llacs en resposta al refredament estacional. Les mides dels cossos de gel són massa insignificants per exercir diferents efectes climàtics localitzats. Això no obstant, el freeze-up/break-up processos responen a factors climàtics a gran escala i locals, de manera que hi ha una considerable variabilitat interanual en les dates d'aparició i desaparició del gel. llarga sèrie d'observacions de gel del llac, pot servir com un registre climàtic de proxy, i el seguiment de congelació i la dissolució de tendències pot proporcionar un índex integrat convenient i estacionalment específics de les pertorbacions climàtiques. La informació sobre les condicions del gel del riu-és menys útil com un indicador climàtic a causa de la formació de gel és fortament dependent de règim del riu de flux, que es veu afectada per la precipitació, la neu es fonen, i l'escorrentia de conques hidrogràfiques, i també estar subjectes a la interferència humana directa que modifica el flux del canal, o que indirectament afecta la segona volta a través de les pràctiques d'ús de la terra.
Llac congelació depèn de l'acumulació de calor en el llac i, per tant, la seva profunditat, la velocitat i temperatura de qualsevol flux d'entrada i fluxos d'aire aigua i l'energia. La informació sobre la profunditat del llac és sovint no està disponible, encara que alguns indicació de la profunditat dels llacs de poca profunditat a l'Àrtida es pot obtenir a partir d'imatges de radar aerotransportat al final de l'hivern (al Sellman et al. 1975) i les imatges espacials òptics durant l'estiu (Duguay i Lafleur, 1997). El moment de ruptura és modificada pel gruix de la neu sobre el gel, així com pel gruix del gel i l'afluència d'aigua dolça.

### Sòl gelat i permafrost
sòl gelat (permafrost i sòl congelat estacionalment) ocupa aproximadament 54 milions de km² de les àrees de terreny descobert en l'hemisferi nord (Zhang et al., 2003) i, per tant, té la major extensió de l'àrea de qualsevol component de la criosfera. El permafrost (sòl congelat perennement) pot ocórrer quan la temperatura mitjana anual de l'aire (MAAT) és inferior a -1 o -2 °C i en general continu en el MAAT estan a menys de -7 °C. A més, la seva extensió i el gruix es veuen afectats pel contingut d'humitat del sòl, cobertura vegetal, profunditat de la neu d'hivern, i l'aspecte. L'abast global de permafrost encara no és completament coneguda, però subjau-hi aproximadament el 20% de zones terrestres de l'hemisferi nord. Espessors sobrepassen els 600 m al llarg de la costa àrtica de Sibèria i el nord-est d'Alaska, però, cap als marges, el permafrost es fa més prima i discontínua horitzontal. Les zones marginals seran més immediat de fusió amb subjecció a les causades per una tendència a l'escalfament. La majoria dels permafrost actualment existents es van formar durant les condicions més fredes anteriors i, per tant relíquia. Tanmateix, el permafrost es pot formar en climes polars d'avui en emergència o retrocés dels glacials de la terra exposa terra congelada. Washburn (1973) va concloure que la majoria de permafrost continu està en equilibri amb el clima actual en la seva superfície superior, però els canvis en la base depèn del clima actual i el flux de calor geotèrmic, en contrast, el permafrost discontinu és, probablement, més inestable o "en tan delicada equilibri que el canvi climàtic o menor superfície tindrà efectes dràstics desequilibri ".
En condicions d'escalfament, l'increment en la profunditat de la capa activa d'estiu té un impacte significatiu en la hidrològics i geomorfològics règims. Desglaç del permafrost i de retir han estat reportats a la part superior de la vall Mackenzie i al llarg del marge sud de la seva aparició a Manitoba, però aquestes observacions no són fàcilment quantificables i generalitzada. Basat en la mitjana gradients latitudinals de temperatura de l'aire, una mitjana de desplaçament cap al nord de la frontera sud de permafrost en un 50 a 150 quilòmetres No és sorprenent, en condicions d'equilibri, per un escalfament d'1 °C.
Només una fracció de la zona de permafrost està format de gel actual del terreny. La resta (permafrost sec) és simplement el sòl o roca a temperatures sota zero. El volum de gel és generalment major en les capes de permafrost superior i consta principalment de gel de porus i separaran de material de la Terra. Els mesuraments de temperatures de sondejos en el permafrost poden ser utilitzats com a indicadors de canvis nets en el règim de temperatura. L'or i la Lachenbruch (1973) inferir un 2-4 °C d'escalfament de més de 75 a 100 anys al Cap Torres, Alaska, on el 25% superior de la permafrost de gruix de 400 m és inestable pel que fa a un perfil d'equilibri de la temperatura amb la profunditat (per la mitjana anual de temperatura de la superfície actual de -5 °C). influències marítims poden haver esbiaixat aquesta estimació, però. A la badia de Prudhoe dades similars implica un escalfament d'1,8 °C en els darrers 100 anys (Lachenbruch et al. 1982). Altres complicacions poden introduir canvis en les profunditats de la capa de neu i l'alteració natural o artificial de la vegetació de la superfície.
El potencial de les taxes de fosa del permafrost han estat establerts per Osterkamp (1984) com dos segles o menys per permafrost 25-metres de gruix a la zona discontínua de l'interior d'Alaska, en el supòsit escalfament -0,4 a 0 °C en 3-4 anys, seguit per un augment de més 2,6 °C. Encara que la resposta del permafrost (profunditat) per canviar la temperatura sol ser un procés molt lent (Osterkamp 1984; Koster, 1993), hi ha una àmplia evidència pel fet que el gruix de la capa activa respon ràpidament a un canvi de temperatura (Kane et al. 1991). Si, sota un escenari d'escalfament o de refredament, el canvi climàtic global tindrà un efecte significatiu sobre la durada dels períodes lliures de gelades en les dues regions amb estacions de terra i perennement congelats.

### Glaceres i capes de gel
Les capes de gel i les glaceres són masses de gel que flueix que descansen en terra ferma. Són controlats per l'acumulació de neu, superfície i basal es fonen, els oceans que envolten al part en o llacs i dinàmica interna. Els resultats d'aquest últim flux de fluència impulsat per la gravetat ("flux glacial") dins el cos de gel i es llisca sobre la terra subjacent, que condueix a un aprimament i propagació horitzontal. Qualsevol desequilibri d'aquest equilibri dinàmic entre l'augment de la massa, la pèrdua i el transport a causa del flux de resultats en què està creixent o disminuint cossos de gel.
Les capes de gel són la major font potencial d'aigua dolça del planeta, que controlen aproximadament el 77% del total mundial. Això correspon a 80 m del món equivalent del nivell del mar, corresponent a l'Antàrtida el 90% d'aquest. Groenlàndia representa la major part del restant 10%, amb gel i les glaceres d'altres organismes que representen menys del 0,5%. Causa de la seva grandària en relació amb la taxa anual d'acumulació de neu i es fonen, el temps de residència de l'aigua en les capes de gel es pot estendre a 100.000 o 1 milió d'anys. En conseqüència, qualsevol pertorbació climàtica produeix respostes lentes, que ocorren durant els períodes glacials i interglacials. Vall de les glaceres responen ràpidament a les fluctuacions climàtiques, amb temps de resposta típica de 10-50 anys. Tanmateix, la resposta de les glaceres individuals poden ser asíncrones al forçament mateix clima a causa de les diferències en la glacera de longitud, altitud, pendent i velocitat del moviment. Oerlemans (1994) van proporcionar proves de la retirada de la glacera coherent global que podria explicar-se per una tendència lineal d'escalfament de 0,66 °C per cada 100 anys.
Mentre que les glaceres són les variacions que puguin tenir efectes mínims sobre el clima mundial, la seva recessió pot haver contribuït un terç a la meitat de l'augment observat en el segle 20 el nivell del mar (Meier, 1984; IPCC, 1996). A més, és molt probable que la recessió com glacera extensa com s'observa actualment a la Serralada Occidental d'Amèrica del Nord, on s'utilitza l'escorriment de les conques glacierized per al reg i l'energia hidroelèctrica, implica importants impactes hidrològics i els ecosistemes. La planificació eficaç dels recursos hídrics i mitigació de l'impacte en àrees com el desenvolupament depèn d'un sofisticat coneixement de la situació de les glaceres de gel i els mecanismes que provoquen que canviï. D'altra banda, una clara comprensió dels mecanismes en el treball és crucial per interpretar els senyals de canvi global que es contenen en la sèrie temporal de balanç de massa glacial dels registres.
Combinat estimacions del balanç de massa glacial de les capes de gel grans portar a una incertesa del voltant del 20%. Els estudis basats en les nevades i la producció estimada de masses tendeixen a indicar que les capes de gel són l'equilibri prop o prendre una mica d'aigua dels oceans. Els estudis Marinebased suggereixen augment del nivell del mar de l'Antàrtida o el ràpid fosa de gel plataforma basal. Alguns autors (Paterson, 1993; Callejón 1997) han suggerit que la diferència entre la taxa observada de l'elevació del nivell del mar (aproximadament 2 mm / any) i la taxa d'augment s'explica el nivell del mar de la fosa de les glaceres de muntanya, l'expansió tèrmica de l'oceà, etc (aproximadament 1 mm / any o menys) és similar al desequilibri modelat a l'Antàrtida (aproximadament 1 mm / any d'increment del nivell del mar; Huybrechts 1990), el que suggereix una contribució de la pujada del nivell del mar de l'Antàrtida.
Relacions entre el clima global i els canvis en l'extensió del gel són complexos. El balanç de massa de les glaceres a terra i les capes de gel es determina per l'acumulació de neu, sobretot a l'hivern, i l'ablació d'estació càlida, degut principalment a la radiació neta i els fluxos turbulents de calor per fondre el gel i la neu de l'advecció d'aire calent [23] [24], (Munro, 1990). No obstant això, mai més de l'Antàrtida experiències de fusió de la superfície. Quan les masses de gel acaben en l'oceà, part iceberg és el principal contribuent a la pèrdua de massa. En aquesta situació, el marge de gel es pot estendre a terme en aigües profundes com una plataforma de gel flotant, com la controvertida en el mar de Ross. Tot i la possibilitat que l'escalfament global podria resultar en pèrdues de la capa de gel de Groenlàndia està contrarestada per la recuperació de la capa de gel de l'Antàrtida, està molt preocupat sobre la possibilitat d'un col·lapse de l'oest full de gel antàrtica. La Capa de Gel Antàrtica Occidental es basa en la roca sota del nivell del mar, i el seu col·lapse té el potencial d'elevar el nivell del mar 6-7 m sobre el món uns pocs centenars d'anys.
La major part de la descàrrega del full de gel antàrtica occidental és a través del gel 5 corrents principals (més ràpid de gel que flueix) que entren a la plataforma de Ross, el corrent que entra Rutford Gel Ronne Filchner-plataforma del mar de Weddell, i la glacera Thwaites i glacera Pine Island Amundsen s'introdueixin a la plataforma de gel. Les opinions difereixen pel que fa al balanç de massa actual d'aquests sistemes (Bentley 1983, 1985), principalment a causa de l'escassetat de dades. La Capa de Gel Antàrtica Occidental és estable sempre que la plataforma de gel de Ross es veu limitada per la fricció al llarg dels seus límits laterals i va cobrir de terra local.